# 大佩利茨湖

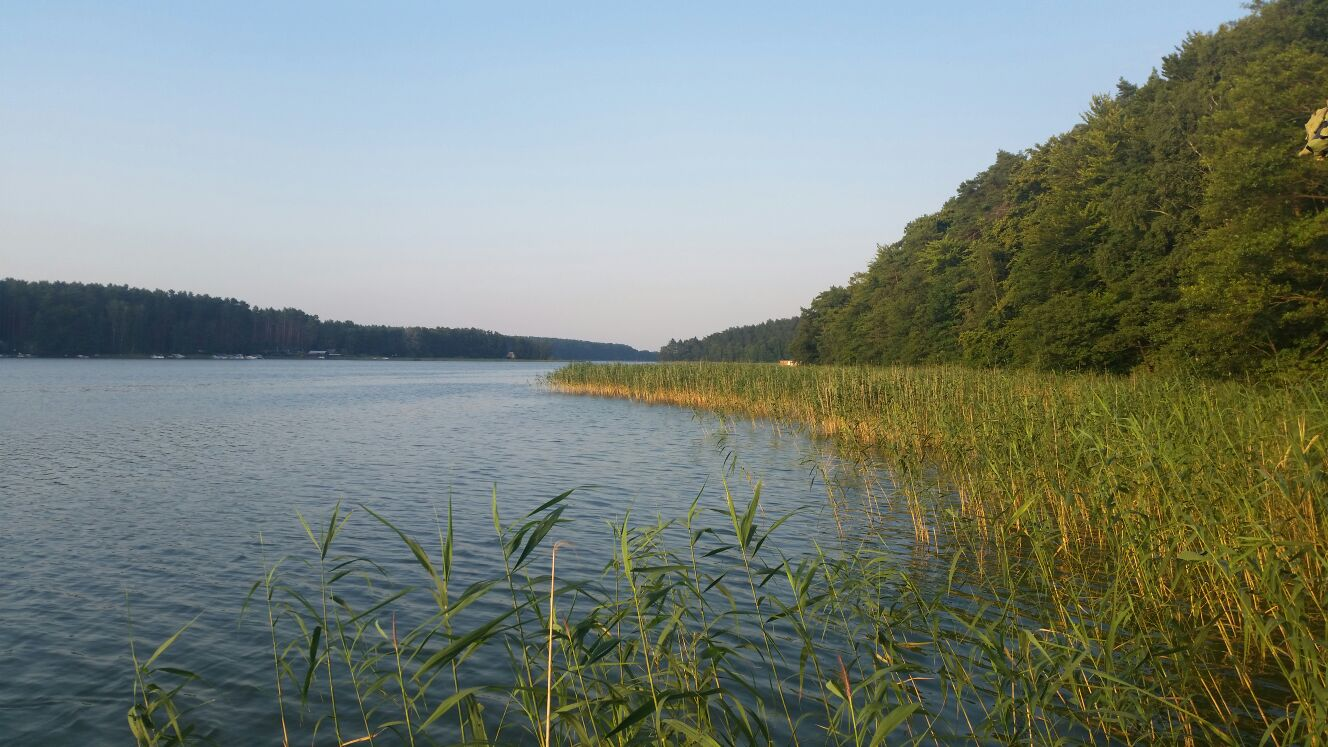

53°11′9.15404″N 12°58′13.40515″E / 53.1858761222°N 12.9703903194°E
大佩利茨湖（德語：Großer Pälitzsee），是德國的湖泊，位於該國東北部，由梅克倫堡-前波美拉尼亞州負責管轄，處於梅克倫堡湖區縣，長6.2公里、寬0.7公里，面積2.58平方公里，海拔高度56米，最大水深33米。